# Gourmandises
Gourmandises ("Ngọt ngào" trong tiếng Pháp) là album đầu tiên của Alizée. Nó được phát thành tại Pháp vào tháng 11 năm 2000, tiếp bước bởi một lượt phát hành quốc tế vào ngày 13 tháng 3 2001, qua bài hát đơn đầu tiên, "Moi... Lolita", phát hành vào chính năm 2000. Album này là kết quả của sự hợp tác giữa Alizée, Mylène Farmer và Laurent Boutonnat. Bài hát đặc biệt "Moi... Lolita" giữ kỷ lục là bài hát của một ca sĩ Pháp được phát hành ra quốc tế nhiều nhất.
Bài hát đơn, "Moi... Lolita", tạo ra rất nhiều tin đồn ở nước ngoài, và album cũng được đưa ra ngoài nước, được ủng hộ rất nhiều, không kể đến sự thành công đáng kinh ngạc.
Album này, mà tất cả các bài hát đều dành cho tuổi thanh thiếu niên, nhẹ nhàng, đáng yêu cùng với sự thiết tha, là một thành công lớn. Nó trở thành một bạch kim giữ kỷ lục trong ba tháng, bán được hơn 300,000 bản tại ngay nước Pháp. Sau này nó bán được 1.300.000 bản tại Pháp, và hơn 4 triệu bản trên toàn thế giới.

## Danh sách các track
1. "Moi... Lolita" – 4:16
2. "Lui ou Toi" – 4:15
3. "L'Alizé" – 4:15
4. "J.B.G." – 3:55
5. "Mon Maquis" – 5:40
6. "Parler tout bas" – 4:35
7. "Veni Vedi Vici" – 4:20
8. "Abracadabra" – 4:00
9. "Gourmandises" – 4:10
10. "A quoi rêve une jeune fille" – 4:05

## Bài hát đơn
1. "Moi... Lolita"
2. "L'Alizé"
3. "Parler tout bas"
4. "Gourmandises"